# Fernand Decanali
Fernand Julien Decanali (7 de julho de 1925 – 10 de janeiro de 2017) foi um ciclista francês que representou França nos Jogos Olímpicos de Verão de 1948 em Londres, onde conquistou a medalha de ouro na perseguição por equipes de 4 km, juntamente com Pierre Adam, Charles Coste e Serge Blusson.